# كوارتو سانت إلينا
Quartu Sant'Elena كوارتو سانت إلينا، مدينة إيطالية على الساحل الجنوبي لجزيرة سردينيا ضمن مقاطعة كالياري، وبالقرب من مدينة كالياري ومن هنا جاء اسمها باللاتنية Quartum miles لبعدها عنها 4 أميال، وباقية الاسم يرجع لمرور الإمبراطورة هيلينا أم الإمبراطور قسطنطين، عدد سكانها حوالي 70.000 نسمة.
أهم الاعياد الدينية مهرجان مكرس لسانت إلينا ويحتفل في الرابع عشر سبتمبر.

## السكان
في سنة 1861 بلغ عدد السكان 6٬491 نسمة، وتطور العدد ليصل في سنة 2011 لـ 69٬296 نسمة.
يظهر هذا المخطط البياني تطور النمو السكاني لـ كوارتو سانت إلينا

## الجغرافيا
كوارتو لها سواحل طويلة ضحلة. كما تطل على البركة Molentargius حيث يعشش الفلامنكو وديك السلطان.

## الاقتصاد
يعتمد الاقتصاد على الصناعة الثالثة. كوارتو تنتج أيضا النبيذ والخبز والكعك ذات نوعيات جيدة.

## أعلام
- أندريا ماناي